# Convivium
Convivium en Conubium zijn termen uit de sociologie van Max Weber die de groepen aangeven met wie men eet en met wie men trouwt. Deze bepalen de stand tot welke iemand behoort en daarmee samenstelling van de sociale stratigrafie.
Convivium is een Latijns woord dat "feest" betekent. Het komt van convivere dat letterlijk  "samenleven" betekent. Convivium heeft betrekking op samen het leven delen en vieren met uw naasten. Het meervoud van convivium is convivia.
Conubium is eveneens Latijn en betekent "huwelijk", maar metonymische eveneens "geslachtsgemeenschap".
De begrippen werden door de Duitse socioloog Max Weber gebruikt in zijn analyse van sociale ongelijkheid en stratigrafie.  In de definitie van Max Weber wordt de stand waartoe iemand behoort bepaald door deze twee begrippen. Aan de hand van deze twee begrippen kan worden afgemeten in hoeverre een samenleving "open" of "gesloten" is.